# ستيفاني فوريست
ستيفاني فورست (بالإنجليزية: Stephanie Forrest)‏ (ولدت عام 1958) هي عالمة كمبيوتر ومديرة مركز أبحاث في معهد بجامعة ولاية أريزونا. كما سبق لها وأن شغلت منصب أستاذة علوم كمبيوتر في جامعة نيو مكسيكو في البوكيرك. اشتهرت بفضل عملها في أنظمة التكيف؛ كما عملت على الخوارزميات الجينية التي حاولت توظيفها في المناعة البيولوجية ثم عملت في وقا لاحق في نمذجة البرمجيات الآلية وأمن الكنبيوتر.

## السيرة الذاتية
بعدما حصلت على شهادة البكالوريوس من كلية سانت جون في عام 1977، درست فورست علوم الكمبيوتر والاتصال في جامعة ميشيغان حيث حصلت هناك على ماجستير في عام 1982 وفي عام 1985 نالت شهادة الدكتوراه مع أطروحة بعنوان «دراسة التوازي في الأنظمة المصنفة وتطبيقه على التصنيفات في الشبكات الدلالية».
بعد التخرج؛ عملت فورست في أحد مشاريع «المعرفة التقنية» ثم عملت في مركز دراسات تابع لمختبر لوس ألاموس الوطني. في عام 1990 انضمت إلى جامعة نيو مكسيكو وهناك عُينت كأستاذة علوم كمبيوتر كما واصلت أبحاثها في كيفية الاستفادة من علوم الحاسوب في علم الأحياء. من 2006 إلى 2011 ترأست قسم علوم الحاسوب في نفس الجامعة، وكانت في 1990 قد تحالفت مع معهد سانتا للقيام بأبحاث مشتركة كما سبق لها أن منصب نائبة رئيس مؤقت في 1999-2000.
في عام 1991، فازت فورست بجائزة إن إسف في للشباب المبدعين ثم نالت عام 2009 جائزة IFIP TC2 للتميز في البرمجيات. وفي عام 2011 حصلت على جائزة ألين نويل.

## العمل
تتجلى الاهتمامات البحثية لفوريست في مجال «أنظمة التكيف وكذلك الخوارزميات الجينية، الحسابات المناعية البيولوجية ونمذجة وإصلاح البرامج الآلية وأمن الكمبيوتر.»
وضعت فوريست أبحاثها في الأكاديميات الوطنية منذ 1990 وقد شمل ذلك عشرات التقارير والأبحاث والمقالات التي ركزت فيها على أمن المعلومات من قبيل كشف التسلل، تصميم المجيب والردود الآلية وكيفية صد الهجمات الإلكترونية؛ كما كتبت ورقة بحثية حول طريقة تعزيز تمثيل البيانات وإنمائها وموضوع حماية الخصوصية. كما شاركت في عشرات الأبحاث التي ركزت على نمذجة الشبكات الحاسوبية على نطاق واسع؛ وقد عملت مؤخرا على إصلاح الآلات والحواسيب من الثغرات الأمنية، ثم أجرت العديد من النماذج الحاسوبية ومشاريع أخرى تتعلق بعلم الأحياء وبخاصة مجال المناعة والأمراض مثل الأنفلونزا ومرض السرطان.